# 예카테리나 빌코바
예카테리나 빌코바(러시아어: Екатери́на Вилко́ва, 영어: Ekaterina Vilkova, 1984년 7월 11일 ~ )는 러시아의 배우이다.

## 출연 작품
- 1942: 최정예특수부대 스페츠나츠 (2015)
- 해피 뉴 이어, 엄마! (2012)
- 삼총사 2014 (2012)
- 더 피라미드 (2011)
- 커넥티드 바이 타임 (2010)
- 블랙 라이트닝 (2009)
- 북 오브 마스터즈 (2009)
- 힙스터 (2008)
- 바이스 (2007)
- 낫 고너 겟 어스 (2007)